# Магнитно третиране на водата
Магнитното третиране на вода (известно още като магнитно третиране против котлен камък и подобни) е метод за предполагаемо намаляване на ефектите от използването на твърда вода чрез преминаването ѝ през магнитно поле като нехимическа алтернатива на омекотяването на водата. Магнитното третиране на водата се счита за недоказано и ненаучно. Проучване от 1996 г. на Ливърморската национална лаборатория не открива забележим ефект от магнитна обработка на водата върху образуването на котлен камък.
Продавачите на магнитни устройства за третиране на вода често използват снимки и препоръки, за да подкрепят твърденията си, но те пропускат количествени подробности и внимателно, съвестно проведени проучвания. Рекламите и промоциите обикновено пропускат системни променливи, като корозия или анализи на системния масов баланс, както и измервания на вода след третиране, като концентрация на йони на твърдост или разпределение, структура и морфология на утаените частици.